# Schweizer SGU 2-22
El Schweizer SGU 2-22 es un planeador biplaza estadounidense de ala alta arriostrada mediante soportes, construido por Schweizer Aircraft de Elmira, Nueva York.
El 2-22 fue diseñado para reemplazar a los planeadores biplaza de entrenamiento excedentes al final de la Segunda Guerra Mundial. La producción comenzó en 1946 y finalizó en 1967, cuando fue reemplazado por una versión mejorada, el SGS 2-33. Desde los años 40 hasta los 60 del siglo XX, fue el planeador biplaza de entrenamiento más numeroso en los Estados Unidos.

## Diseño y desarrollo
El final de la Segunda Guerra Mundial provocó que una gran cantidad de planeadores militares de entrenamiento fueran vendidos como excedentes. Se incluían los Frankfort TG-1, Schweizer TG-2 y Schweizer TG-3. La mayoría de los planeadores excedentes vendidos no eran entrenadores ideales para la iniciación al vuelo de estudiantes civiles, ya que tenían altas cargas alares y velocidades de pérdida más rápidas. Esto les hacía adecuados para el remolcado aéreo, pero no para lanzamientos mediante cabestrante o remolcado de vehículos. Además, muchos de estos planeadores biplaza excedentes tenían una pobre visibilidad desde el asiento trasero, donde se sentaba el instructor. Debido a las restricciones de uso del aluminio en aviones de entrenamiento, muchos planeadores excedentes tenían alas de madera, haciéndolos inadecuados para dejarlos al aire libre en amarraderos.
Schweizer Aircraft decidió diseñar un entrenador biplaza que solventara estas deficiencias y proporcionara un entrenador que fuera fácil de volar y que facilitara que los estudiantes progresaran rápidamente. El nuevo biplaza estaba destinado a ser un complemento al planeador monoplaza de entrenamiento ya en producción, el SGU 1-19.
El SGU 2-22, que significaba Schweizer Glider, Utility, 2 Seats, Model 22 (Planeador Schweizer, Utilitario, 2 Asientos, Modelo 22) fue diseñado por Ernest Schweizer. El avión estaba basado en el planeador monoplaza SGU 1-7 de 1937. Usaba el ala metálica del 1-7, con una disposición de un único larguero y un único soporte. El prototipo del 2-22 fue volado en marzo de 1946. Para ganar publicidad para el nuevo diseño, el piloto de pruebas de la compañía Frank Hurtt y el ingeniero de la misma Dick Powell usaron el prototipo para establecer un nuevo récord de duración para biplazas de 10 horas y 9 minutos, el 10 de abril de 1946. El 2-22 fue producido en siete variantes y se mantuvo en producción durante 21 años. La producción solo se redujo cuando se comenzó a producir el Schweizer SGS 2-33 como reemplazo. El 2-33 era esencialmente un 2-22 refinado, incorporando un ala semitrapezoidal más larga.
El 2-22 tenía un fuselaje de tubo de acero soldado recubierto de tela de aviación. Las alas de estructura de aluminio de un único larguero y cuerda constante presentaban deflectores solo en la superficie superior y estaban recubiertas de tela de aviación. Las superficies de cola estaban realizadas de tubo de acero recubierto de tela de aviación.
El 2-22 recibió el certificado de tipo G-18 el 4 de octubre de 1946. El certificado pertenece actualmente a K & L Soaring de Cayuta, Nueva York, que proporciona repuestos y da apoyo a la línea de planeadores Schweizer.
Se entregó una cantidad de 2-22 como kits a los compradores. Fueron aceptados por la Administración Federal de Aviación como aviones certificados y no como de construcción amateur, sujetos a las siguientes condiciones:

Cada planeador Model SGU 2-22C o SGU 2-22E ensamblado desde un kit, será designado como SGU 2-22CK o SGU 2-22EK, respectivamente. Los modelos K podrán obtener un certificado de aeronavegabilidad cuando se adjunte una declaración jurada que certifique que el planeador fue construido en exacta conformidad con los planos y manuales aprobados, y que las partes y materiales  suministrados por el fabricante en el kit han sido usados; y además cuando las siguientes inspecciones hayan sido superadas satisfactoriamente:

(a) Inspección de trabajos, materiales y conformidad antes de que sea aplicado cualquier recubrimiento (toda la carpintería puede estar sellada).
(b) Inspección final del planeador completado.

(c) Verificación de características de vuelo.

## Historia operacional
Aparte de los 2-22A que fueron entregados a la USAFA, más tarde también se entregaron modelos 2-22 a la USAF, y una cantidad fue suministrada como ayuda externa a Indonesia.
El vuelo de distancia con el 2-22 es un desafío, dado su régimen de planeo de 17:1. Un 2-22 fue volado 324 km por Al Parker para completar un Oro en distancia y una parte del objetivo Diamante.
En mayo de 2008, todavía había 123 SGU 2-22 registrados en los Estados Unidos. Incluían:
- 2-22: 19
- 2-22A: 1
- 2-22B: 0
- 2-22C: 28
- 2-22CK: 14
- 2-22E: 55
- 2-22EK: 6

## Variantes
SGU 2-22
El 2-22 original es conocido como "estándar". Presentaba un peso en vacío de 204 kg y uno cargado de 376 kg. El avión tenía parabrisas, pero no cubierta, ventanas traseras o puerta. Se construyeron 51 "estándar". El modelo fue certificado el 4 de octubre de 1946.
SGU 2-22A
El modelo A fue un rediseño realizado para cubrir los requerimientos de la Academia de la Fuerza Aérea de los Estados Unidos. Incorporaba un morro alargado y cubierta completa, junto con un incremento del peso cargado a 408 kg. Fue certificado el 24 de mayo de 1957. Se completaron un total de tres ejemplares.
SGU 2-22B
El modelo B era un "estándar" con el peso cargado incrementado a 408 kg. Fue certificado el 24 de mayo de 1957.
SGU 2-22C
El modelo C incorporaba los cambios de los modelos A y B, y también introducía alerones más pequeños. Fue certificado el 24 de mayo de 1957, y fueron construidos 103 ejemplares.
SGU 2-22CK
El modelo CK era un modelo C completado por el comprador desde un kit. Fueron completados 28 kits CK.
SGU 2-22E
El modelo E fue el último modelo de producción e incorporaba deflectores mayores, una cabina más grande, una cubierta de nuevo diseño y cambios en la raíz alar que permitían la instalación de una claraboya. El E fue certificado el 10 de abril de 1963.
SGU 2-22EK
El EK era la versión en kit del modelo E. El EK fue certificado el 7 de febrero de 1964.
TS-1A
Designación dada por la USAF a 30 ejemplares suministrados a Indonesia.
TG-2
Redesignación realizada en 1962.

## Operadores
Estados Unidos
- Fuerza Aérea de los Estados Unidos

 Indonesia
- Fuerza Aérea de Indonesia

## Aviones en exhibición
- US Southwest Soaring Museum.[7]

## Especificaciones (SGU 2-22)
Referencia datos: Jane's all the World's Aircraft 1947

### Características generales
- Tripulación: Dos (instructor y alumno)
- Longitud: 7,63 m
- Envergadura: 13,1 m
- Superficie alar: 20 m²
- Perfil alar: NACA 43012A
- Peso vacío: 204 kg
- Peso cargado: 376 kg
- Régimen de descenso: 0,91 m/s (179 pies/min)
- Máximo régimen de planeo: 18:1 a 76 km/h
- Alargamiento: 8,81
- Máx. velocidad de lanzamiento mediante cabestrante: 106 km/h

### Rendimiento
- Velocidad máxima operativa (Vno): 143 km/h (remolcado)
- Velocidad de entrada en pérdida (Vs): 48 km/h
- Carga alar: 19,3 kg/m² (3,95 lb/sq ft)

## Aeronaves relacionadas

### Aeronaves similares
- Schleicher Ka-4 Rhönlerche II
- SZD-10 Czapla

### Secuencias de designación
- Secuencia Numérica (interna de Schweizer): ← 1-19 - 1-20 - 1-21 - 2-22 - 1-23 - 1-24 - 2-25 →
- Secuencia S-_ (Veleros de la USAF, 1960-1962): S-1 - S-2
- Secuencia TG-_ (Planeadores de Entrenamiento estadounidenses, 1962-presente): TG-1 - TG-2 - TG-3 - TG-4 - TG-5 →